# Dalibor Doder
Dalibor Doder (født 24. marts 1979 i Malmö, Sverige) er en svensk håndboldspiller, der til dagligt spiller for den spanske Liga ASOBAL-klub Reale Ademar Léon. Han kom til klubben i 2009 fra BM Aragón. Han har tidligere spillet i SD Teucro.

## Landshold
Doder fik debut for det svenske landshold i juni 1998, og har spillet over 50 kampe for holdet.